# Künstler in der „Ästhetik des Widerstands“
Die Vielzahl der Künstler in der „Ästhetik des Widerstands“, die Peter Weiss in seinen Roman Die Ästhetik des Widerstands eingebunden hat, bilden eine Art musée imaginaire (erdachtes Museum) mit mehr als hundert benannten Künstlern und ebenso vielen Kunstwerken, hauptsächlich der Bildenden Kunst und der Literatur, aber auch der Darstellenden Kunst und der Musik.

## Liste der Künstler
Die folgende Aufstellung ist eine Ergänzung zu der Liste der Kunstwerke in der „Ästhetik des Widerstands“ und enthält etwa einhundert Namen von Künstlern, die im Roman ausführlich besprochen, benannt, aufgezählt oder einbezogen sind. Sie sind weitgehend in der Reihenfolge ihres Auftretens im Buch angeordnet. Ausnahmen bilden Motive, die nach einer kurzen Erwähnung auf späteren Seiten eine genauere Beschreibung erfahren. Mit Anklicken des Pfeils in den Tabellenüberschriften kann die Liste anders sortiert werden, eine detaillierte Beschreibung der Sortiermöglichkeiten befindet sich im Anschluss an die Tabelle.
| Abbildung / Chronologie | Künstler / Herkunft                                          | Werk / Einordnung | Im Roman |
| ----------------------- | ------------------------------------------------------------ | --- | --- |
|                         | Max Ernst 1891–1976 Maler                                    | Bildende Kunst / Person AedW I, S. 57 | beispielhaft aufgezählt: in der Reihung einiger Maler der Moderne, insbesondere des Surrealismus und Dadaismus, deren Bilder die gesellschaftlichen und politischen Verhältnisse angriffen und in denen „blitzhaftes Beleuchten von Gärung und Fäulnis, Panik und Umbruch“ zu sehen war. |
|                         | Paul Klee 1879–1940 Maler                                    | Bildende Kunst / Person AedW I, S. 57, 79; AedW III, S. 84 | beispielhaft aufgezählt: in der Reihung einiger Maler der Moderne, insbesondere des Surrealismus und Dadaismus, deren Bilder die gesellschaftlichen und politischen Verhältnisse angriffen und in denen „blitzhaftes Beleuchten von Gärung und Fäulnis, Panik und Umbruch“ zu sehen war. Paul Klee wird im Roman mehrmals als Beispiel für das Verhältnis von Kunst und Politik wieder aufgegriffen: „Wir bestanden darauf, dass Joyce und Kafka, Schönberg und Strawinski, Klee und Picasso der gleichen Reihe angehörten, in der sich auch Dante befand.“ Kultur und Politik wuchsen bis 1933 zusammen: „Es war die gesamte Atmosphäre aus Vitalität, aus unbegrenzter Phantasie, aus Lust am Experimentieren, die das kulturelle Leben ausmachte.“ |
|                         | Wassily Kandinsky 1866–1944 Maler                            | Bildende Kunst / Person AedW I, S. 57; AedW II, S. 57 | beispielhaft aufgezählt: aufgezählt in der Reihung einiger Maler der Moderne, insbesondere des Surrealismus und Dadaismus, deren Bilder die gesellschaftlichen und politischen Verhältnisse angriffen und in denen „blitzhaftes Beleuchten von Gärung und Fäulnis, Panik und Umbruch“ zu sehen war. Eine weitere Erwähnung im Roman findet Kandinsky als einer der Maler, über deren künstlerische Revolution sich Leo Trotzki geäußert hatte. |
|                         | Kurt Schwitters 1887–1948 Maler                              | Bildende Kunst / Person AedW I, S. 57 | beispielhaft aufgezählt: in der Reihung einiger Maler der Moderne, insbesondere des Surrealismus und Dadaismus, deren Bilder die gesellschaftlichen und politischen Verhältnisse angriffen und in denen „blitzhaftes Beleuchten von Gärung und Fäulnis, Panik und Umbruch“ zu sehen war. |
|                         | Salvador Dalí 1904–1989 Maler                                | Bildende Kunst / Person AedW I, S. 57 | beispielhaft aufgezählt: in der Reihung einiger Maler der Moderne, insbesondere des Surrealismus und Dadaismus, deren Bilder die gesellschaftlichen und politischen Verhältnisse angriffen und in denen „blitzhaftes Beleuchten von Gärung und Fäulnis, Panik und Umbruch“ zu sehen war. |
|                         | René Magritte 1898–1967 Maler                                | Bildende Kunst / Person AedW I, S. 57 | beispielhaft aufgezählt: in der Reihung einiger Maler der Moderne, insbesondere des Surrealismus und Dadaismus, deren Bilder die gesellschaftlichen und politischen Verhältnisse angriffen und in denen „blitzhaftes Beleuchten von Gärung und Fäulnis, Panik und Umbruch“ zu sehen war. |
|                         | Otto Dix 1891–1969 Maler                                     | Bildende Kunst / Person AedW I, S. 57; AedW III, S. 84 | beispielhaft aufgezählt: in der Reihung einiger Maler der Moderne, hier insbesondere der Neuen Sachlichkeit, deren Bilder die gesellschaftlichen und politischen Verhältnisse angriffen und „den Zerfall sachlich und genau wiedergaben“. Kultur und Politik wuchsen bis 1933 zusammen: „Es war die gesamte Atmosphäre aus Vitalität, aus unbegrenzter Phantasie, aus Lust am Experimentieren, die das kulturelle Leben ausmachte.“ |
|                         | George Grosz 1893–1959 Maler                                 | Bildende Kunst / Person AedW I, S. 57; AedW III, S. 84 | beispielhaft aufgezählt: in der Reihung einiger Maler der Moderne, hier insbesondere der Neuen Sachlichkeit, deren Bilder die gesellschaftlichen und politischen Verhältnisse angriffen und „den Zerfall sachlich und genau wiedergaben“. Gegen Ende des Romans wird der Gedanke unter anderem an seinem Beispiel abgerundet. Kultur und Politik wuchsen bis 1933 zusammen: „Es war die gesamte Atmosphäre aus Vitalität, aus unbegrenzter Phantasie, aus Lust am Experimentieren, die das kulturelle Leben ausmachte.“ |
|                         | Lyonel Feininger 1871–1956 Maler                             | Bildende Kunst / Person AedW I, S. 57, 336 | beispielhaft aufgezählt: in der Reihung einiger Maler der Moderne, deren Bilder die gesellschaftlichen und politischen Verhältnisse angriffen und deren Bilder „die vorhandene Wirklichkeit scharf zerlegten und ausmaßen“. Der Gedanke wird bei der Besprechung von Picassos Guernica ein weiteres Mal aufgegriffen. |
|                         | Emil Nolde 1867–1956 Maler                                   | Bildende Kunst / Person AedW I, S. 57; AedW III, S. 84 | beispielhaft aufgezählt: in der Reihung einiger Maler der Moderne, deren Bilder die gesellschaftlichen und politischen Verhältnisse angriffen und die Wirklichkeit „erhitzt aufflammen ließen“. Gegen Ende des Romans wird der Gedanke unter anderem an seinem Beispiel abgerundet. Kultur und Politik wuchsen bis 1933 zusammen: „Es war die gesamte Atmosphäre aus Vitalität, aus unbegrenzter Phantasie, aus Lust am Experimentieren, die das kulturelle Leben ausmachte.“ |
|                         | Oskar Kokoschka 1886–1980 Maler                              | Bildende Kunst / Person AedW I, S. 57 | beispielhaft aufgezählt: in der Reihung einiger Maler der Moderne, deren Bilder die gesellschaftlichen und politischen Verhältnisse angriffen und die Wirklichkeit „erhitzt aufflammen ließen“. |
|                         | Max Beckmann 1884–1950 Maler                                 | Bildende Kunst / Person AedW I, S. 57; AedW III, S. 84 | beispielhaft aufgezählt: in der Reihung einiger Maler der Moderne, deren Bilder die gesellschaftlichen und politischen Verhältnisse angriffen und die Wirklichkeit „erhitzt aufflammen ließen“. Gegen Ende des Romans wird der Gedanke unter anderem an seinem Beispiel abgerundet. Kultur und Politik wuchsen bis 1933 zusammen: „Es war die gesamte Atmosphäre aus Vitalität, aus unbegrenzter Phantasie, aus Lust am Experimentieren, die das kulturelle Leben ausmachte.“ Aber auch die Abkehr von diesem Idealismus wird hinterfragt. Beckmann zählte zum linken veristischen Flügel der Neuen Sachlichkeit, seine Werke wurden durch die Nationalsozialisten als „entartet“ verfemt, ihm selbst gelang 1937 die Emigration. Auf einem Vortrag 1938 hielt er an einer strikten Trennung zwischen Geist und Politik fest und stellte dar, dass er sich niemals politisch betätigt hätte. |
|                         | Jean-François Millet 1814–1895 Maler                         | Bildende Kunst / Person AedW I, S. 62f. | besprochen oder erwähnt: Mit der Besprechung einiger Gemälde von Millet wird auch dessen persönlicher Hintergrund einbezogen und erfragt, ob sich aus seiner Herkunft als Bauernsohn ein gewisses widerständiges Potential aus seinen Bildern ablesen lässt. |
|                         | Wladimir Majakowski 1893–1930 Schriftsteller                 | Literatur / Person Majakowski war ein führender Vertreter des russischen Futurismus und galt in den frühen 1920er Jahren als sowjetische Vorzeigedichter. Gegen Ende der Zwanziger Jahre kritisierte er die Entwicklungen in der sowjetischen Gesellschaft. Am 14. April 1930 schoss er sich mit einer Pistole ins Herz. AedW I, S. 66f., 69, 249 | besprochen oder erwähnt: Die Protagonisten nehmen insbesondere Majakowski als Beispiel für den Umbruch in der Kulturauffassung der Sowjetunion und der Unterdrückung expressionistischer Aussagen durch den Stalinismus: „Majakowski (…) habe mit seinem Selbstmord das Unheil vorweggenommen, das sich jetzt über den Sowjetstaat hermache.“ |
|                         | Kasimir Malewitsch 1879–1935 Maler                           | Bildende Kunst / Person AedW I, S. 66f. | beispielhaft aufgezählt: in einer Reihung von Künstlern, deren expressionistische Aussagen in der frühen Sowjetunion und insbesondere durch den Stalinismus unterdrückt werden: „Warum wurde eine Kunst, die revolutionär war, verleugnet und verfemt, (…) warum wurde eine enge Begrenzung der Aufnahmefähigkeit eingeführt, wenn ein Majakowski, Blok, Bednij, Jesenin und Bely, ein Malewitsch, Lissitzki, Tatlin, Wachtangow, Teirow, Eisenstein oder Vertow die Sprache gefunden hatten, die identisch war mit einem neuen universalen Bewusstsein.“ |
|                         | James Joyce 1882–1941 Schriftsteller                         | Literatur / Person AedW I, S. 79 | beispielhaft aufgezählt: in einer Reihung von Künstlern, deren Kunst das gesellschaftliche Sein verändern konnte: „Wir bestanden darauf, dass Joyce und Kafka, Schönberg und Strawinski, Klee und Picasso der gleichen Reihe angehörten, in der sich auch Dante befand.“ |
|                         | Franz Kafka 1883–1924 Schriftsteller                         | Literatur / Person AedW I, S. 79, 178 ff. | besprochen oder erwähnt: aufgezählt in einer Reihung von Künstlern, deren Kunst das gesellschaftliche Sein verändern konnte: „Wir bestanden darauf, dass Joyce und Kafka, Schönberg und Strawinski, Klee und Picasso der gleichen Reihe angehörten, in der sich auch Dante befand.“ Kafkas unvollendeter Roman Das Schloss ist eines der Werke, die im Roman ausführlich besprochen werden. |
|                         | Arnold Schönberg 1874–1951 Komponist                         | Musik / Person AedW I, S. 79 | beispielhaft aufgezählt: in einer Reihung von Künstlern, deren Kunst das gesellschaftliche Sein verändern konnte: „Wir bestanden darauf, dass Joyce und Kafka, Schönberg und Strawinski, Klee und Picasso der gleichen Reihe angehörten, in der sich auch Dante befand.“ |
|                         | Igor Strawinski 1882–1971 Komponist                          | Musik / Person AedW I, S. 79 | beispielhaft aufgezählt: aufgezählt in einer Reihung von Künstlern, deren Kunst das gesellschaftliche Sein verändern konnte: „Wir bestanden darauf, dass Joyce und Kafka, Schönberg und Strawinski, Klee und Picasso der gleichen Reihe angehörten, in der sich auch Dante befand.“ |
|                         | Pablo Picasso 1881–1973 Maler                                | Bildende Kunst / Person AedW I, S. 79, 332–337, 339 f., 343, 348 AedW II, S. 38, 57, 299 | besprochen oder erwähnt: aufgezählt in einer Reihung von Künstlern, deren Kunst das gesellschaftliche Sein verändern konnte: „Wir bestanden darauf, dass Joyce und Kafka, Schönberg und Strawinski, Klee und Picasso der gleichen Reihe angehörten, in der sich auch Dante befand.“ Picassos Gemälde Guernica ist eines der Werke, die im Roman ausführlich besprochen werden. |
|                         | Dante Alighieri 1265–1321 Dichter und Philosoph              | Literatur / Person AedW I, S. 79 | besprochen oder erwähnt: aufgezählt in einer Reihung von Künstlern, deren Kunst das gesellschaftliche Sein verändern konnte: „Wir bestanden darauf, dass Joyce und Kafka, Schönberg und Strawinski, Klee und Picasso der gleichen Reihe angehörten, in der sich auch Dante befand.“ Dantes Erzählung Die göttliche Komödie ist eines der Werke, die im Roman ausführlich besprochen werden. |
|                         | Carola Neher 1900–1942 Schauspielerin                        | Darstellende Kunst / Person AedW I, S. 153 f. | besprochen oder erwähnt: im Kontext der Diskussion der Protagonisten über die stalinschen Säuberungen in der Sowjetunion, Nehers Verhaftung im Juli 1936 und Anklage in den Moskauer Prozessen. |
|                         | Sergei Eisenstein 1898–1948 Regisseur                        | Darstellende Kunst / Person AedW I, S. 157 | inhaltlich einbezogen: Beispiel einer Aufzählung von kulturellen Beiträgen über den sowjetischen Film in der Arbeiter Illustrierten (AIZ): „Sie leitete viele von uns heran an die Probleme der Kunst, der Literatur, der Wissenschaft. Hier wurde im Bild weitergeführt, was die großen (…) Filme Eisensteins, Pudowkins, Ekks, Vertows angeregt hatten.“ |
|                         | Willi Bredel 1901–1964 Schriftsteller                        | Literatur / Person Willi Bredel war Hamburger Werftarbeiter, 1923 am Hamburger Aufstand beteiligt, und wurde ab Mitte der 1920er Redakteur und Schriftsteller. Von 1937 bis 1938 schloss er sich den Internationalen Brigaden des Spanischen Bürgerkriegs an. AedW I, S. 184, 259, 263 | besprochen oder erwähnt: Beispiel in einer Aufzählung der zeitgenössischen Arbeiterschriftsteller: „In den Büchern von Kläber, Gotsche, Hoelz, Bredel, Marchwitza oder Neukrantz trat uns die proletarische Wirklichkeit entgegen, zwischen trüber, grauer Ermattung und offnem Kampf.“ In Szenen des spanischen Bürgerkriegs wird Bredel noch weitere Male erwähnt. |
|                         | Friedrich Hölderlin 1770–1843 Lyriker                        | Literatur / Person AedW I, S. 257; AedW II, S. 68 | besprochen oder erwähnt: Aufzählung und Gegenüberstellung einiger Persönlichkeiten in der deutschen Kulturgeschichte: „Nicht die Einsichten Hölderlins, sein Hellenismus, diese Verkleidung des Geists der französischen Revolution (…) waren im Wesen der Deutschen wirksam geworden, sondern der germanisierende Chauvinismus Fichtes. (…) Dieses Missverhältnis zwischen den Titanen, diesen Stützen der Obrigkeit, die dem Volk die Vernunft und das Recht auf Selbständigkeit absprachen und ihm ergebnen Gehorsam empfahlen, und revolutionären, verfemten, ausgestoßenen Gestalten wie Forster, Kleist, Grabbe, Büchner, Heine hatten die Entwicklung des Humanismus in Deutschland nie aufkommen lassen.“ |
|                         | Johann Gottlieb Fichte 1762–1814 Philosoph                   | Literatur / Person AedW I, S. 257 | besprochen oder erwähnt: Aufzählung und Gegenüberstellung einiger Persönlichkeiten in der deutschen Kulturgeschichte: „nicht die Einsichten Hölderlins, sein Hellenismus, diese Verkleidung des Geists der französischen Revolution (…) waren im Wesen der Deutschen wirksam geworden, sondern der germanisierende Chauvinismus Fichtes.“ |
|                         | Ulrich von Hutten 1488–1523 Humanist                         | Literatur / Person AedW I, S. 257 | besprochen oder erwähnt: Aufzählung und Gegenüberstellung einiger Persönlichkeiten in der deutschen Kulturgeschichte: „(…) wie auch der aufgeklärte, rationale Hutten vom volkstümelnden Luther“ verdrängt wurde. |
|                         | Martin Luther 1483–1546 Theologe                             | Literatur / Person AedW I, S. 257 | besprochen oder erwähnt: Aufzählung und Gegenüberstellung einiger Persönlichkeiten in der deutschen Kulturgeschichte: „(…) wie auch der aufgeklärte, rationale Hutten vom volkstümelnden Luther“ verdrängt wurde. |
|                         | Johann Gottfried Herder 1744–1803 Dichter                    | Literatur / Person AedW I, S. 257 | besprochen oder erwähnt: Aufzählung und Gegenüberstellung einiger Persönlichkeiten in der deutschen Kulturgeschichte: „(…) der nüchtern wissenschaftliche Herder vom gefühlvoll idealistischen Goethe“ verdrängt wurde. |
|                         | Johann Wolfgang von Goethe 1749–1832 Dichter                 | Literatur / Person AedW I, S. 257 | besprochen oder erwähnt: Aufzählung und Gegenüberstellung einiger Persönlichkeiten in der deutschen Kulturgeschichte: „(…) der nüchtern wissenschaftliche Herder vom gefühlvoll idealistischen Goethe“ verdrängt wurde. |
|                         | Immanuel Kant 1724–1804 Philosoph                            | Literatur / Person AedW I, S. 257 | besprochen oder erwähnt: Aufzählung und Gegenüberstellung einiger Persönlichkeiten in der deutschen Kulturgeschichte: „(…) der trockene, sich auf den menschlichen Erfahrungsbereich beschränkende Kant vom metaphysischen Hegel an die Wand gedrückt wurde.“ |
|                         | Georg Wilhelm Friedrich Hegel 1770–1831 Philosoph            | Literatur / Person AedW I, S. 257 | besprochen oder erwähnt: Aufzählung und Gegenüberstellung einiger Persönlichkeiten in der deutschen Kulturgeschichte: „(…) der trockene, sich auf den menschlichen Erfahrungsbereich beschränkende Kant vom metaphysischen Hegel an die Wand gedrückt wurde.“ |
|                         | Richard Wagner 1813–1883 Komponist                           | Musik / Person AedW I, S. 257 | besprochen oder erwähnt: Aufzählung und Gegenüberstellung einiger Persönlichkeiten in der deutschen Kulturgeschichte: „Darin (…) seien die Gründe zu finden für die faschistische Massenpsychose, die sich in die Klänge Wagners hüllte und Beethoven missbrauchte.“ |
|                         | Ludwig van Beethoven 1770–1831 Philosoph                     | Musik / Person AedW I, S. 257 | besprochen oder erwähnt: Aufzählung und Gegenüberstellung einiger Persönlichkeiten in der deutschen Kulturgeschichte: „Darin (…) seien die Gründe zu finden für die faschistische Massenpsychose, die sich in die Klänge Wagners hüllte und Beethoven missbrauchte.“ |
|                         | Thomas Mann 1875–1955 Schriftsteller                         | Literatur / Person AedW I, S. 263f. | besprochen oder erwähnt: Erwähnung des Werdegangs vom liberalen Autor zum Gegner der faschistischen Diktatur und Auseinandersetzung um sein Verhältnis zwischen Kunst und Politik. |
|                         | Francisco de Goya 1746–1828 Maler                            | Bildende Kunst / Person AedW I, S. 271 | besprochen oder erwähnt: Francisco de Goya und insbesondere dessen Werk wird im Verlauf des Romans mehrfach besprochen. Zunächst findet er Erwähnung in den Vorstellungen des Ich-Erzählers von Land und Republik Spaniens durch Erinnerungen an „Goyas Caprichos und Desastres, an Gedichte von Lorca, an die Abbildungen aus einem surrealistischen Film von Buñuel.“ |
|                         | Federico García Lorca 1898–1936 Schriftsteller               | Literatur / Person AedW I, S. 271; AedW II, S. 153 | besprochen oder erwähnt: Die Vorstellungen des Ich-Erzählers von Land und Republik Spaniens werden geprägt durch Erinnerungen an „Goyas Caprichos und Desastres, an Gedichte von Lorca, an die Abbildungen aus einem surrealistischen Film von Buñuel.“ |
|                         | Luis Buñuel 1900–1983 Regisseur                              | Darstellende Kunst / Person AedW I, S. 271 | besprochen oder erwähnt: Die Vorstellungen des Ich-Erzählers von Land und Republik Spaniens werden geprägt durch Erinnerungen an „Goyas Caprichos und Desastres, an Gedichte von Lorca, an die Abbildungen aus einem surrealistischen Film von Buñuel.“ |
|                         | Aischylos 525 – 456 v. Chr. Dichter                          | Literatur / Person Aischylos ist der älteste der drei großen griechischen Tragödiendichter. Er nahm 490 v. Chr. als Soldat für Athen an der Schlacht bei Marathon gegen die Perser teil. AedW I, S. 287 | besprochen oder erwähnt: Er wird erwähnt als Vorbild eines Protagonisten im Spanischen Bürgerkrieg: „In der Politik, in der Kunst des Möglichen, ist kein Platz für Gefühle, und auch in der Kunst des Unmöglichen, die unsre Regungen, unser Formempfinden, unsern poetischen Sinn umfasst, hat jetzt alles unterm Zeichen des Notwendigen zu stehn. (…) Unser Vorbild ist Äschylus, der schwerbewaffnet ins Feld zog.“ |
|                         | Eugène Delacroix 1798–1863, Maler                            | Bildende Kunst / Person AedW I, S. 347 | besprochen oder erwähnt: Überlegungen zum persönlichen Hintergrund, mit dem Delacroix die Auseinandersetzung in Paris 1830 gemalt hat: „Bisher hatte er seine ausschweifenden Phantasien in Höllenfahrten und Gemetzel versetzt (…) nun versuchte er, diesem Julitag, in dessen Toben er geraten war, Gestalt zu geben. Getrieben von Idealismus und auch von Hochmut, der zum Gefühl der Nutzlosigkeit gehörte, das sein Leben bisweilen überschattete, wollte er teilhaben an der unaufhaltsamen Kraft, die zur Verändrung drängte.“ |
|                         | Théodore Géricault 1791–1824, Maler                          | Bildende Kunst / Person AedW I, S. 347 | besprochen oder erwähnt: Auseinandersetzung mit dem persönlichen Hintergrund des Malers: „Desgleichen entstieg Géricaults Vision einem gehetzten, verstörten Leben, in dem die Unbändigkeit, die ständige Flucht vor sich selbst anfangs ihren Ausdruck fand in den Heerzügen und dem Zusammenbruch des napoleonischen Reichs, in breit und heftig gemalten martialischen Szenen, später dann in wild dahinjagenden Pferden.“ |
|                         | Vincent van Gogh 1853–1890 Maler                             | Bildende Kunst / Person AedW I, 66, 185, 343 AedW II, S. 34ff. | besprochen oder erwähnt: Eine Auseinandersetzung mit dem Schaffen Van Goghs wird in mehreren Abschnitten des Romans vorgenommen, insbesondere innerhalb der Darstellung einer imaginären Szene, in der die Protagonisten dem Künstler im Montmartre begegnen: „Er wollte nicht mehr als sein Recht auf Arbeit, sein Verfügungsrecht über das eigne Werk, er wollte die freie Gemeinschaft der Kunstarbeiter.“ |
|                         | Émile Bernard 1868–1941 Maler                                | Bildende Kunst / Person Bernard war ein Freund Van Goghs und gilt als maßgeblich beteiligt am Synthetischen Symbolismus. AedW II, S. 35 | besprochen oder erwähnt: Erwähnung in einer imaginären Szene der Begegnung mit Van Gogh im Café Tambourin im Montmartre. |
|                         | Henri Rousseau 1844–1910 Maler                               | Bildende Kunst / Person AedW II, S. 38 | besprochen oder erwähnt: Beschreibung des legendären Banketts im Bateau-Lavoir im Jahr 1908, das anlässlich des Verkaufs eines Gemäldes von Rousseau gefeiert wurde. Die Darstellung im Roman ist stilisiert wie ein Selbstbildnis des Malers. |
|                         | Hans Arp 1886–1966 Maler und Lyriker                         | Bildende Kunst / Person Hans Arp gilt als einer der bedeutendsten Vertreter des Dadaismus und Surrealismus sowohl in bildender Kunst und wie in der Literatur. Er war Mitglied der Gruppe Abstraction-Création. AedW II, S. 55, 58 | besprochen oder erwähnt: Aufzählung von Künstlern, die für eine revoltierende Kunst einstanden: „Zwischen internationalen Zeitungen und Zeitschriften lebend, zwischen Flugblättern, Manifesten, hin und herreisenden Emissären, waren die Erfindungen eines Cravan, Picabia, Duchamp, Arp, Apollinaire in uns eingegangen, niemand konnte sagen, woher wir die Offenheit für solches Experimentieren erlangt hatte, die Erklärung war vielleicht nur wieder, dass unsre Sinne durch all die Erniedrigungen und Züchtigungen geschärft worden waren.“ |
|                         | Ernst Toller 1893–1939 Schriftsteller                        | Literatur / Person Ernst Toller war Beteiligter an der Münchner Räterepublik, schuf in den 1920er Jahren öffentlich viel beachtete Theaterstücke im Stil der Neuen Sachlichkeit. 1933 emigrierte er aus Deutschland, ab 1935 unterstützte er die spanische Republik mit Veröffentlichungen und Geldsammlungen. Nach Bekanntgabe der Niederlage beging er Selbstmord. AedW II, S. 130, 173f. | besprochen oder erwähnt: Darstellungen aus dem Leben Tollers und Auseinandersetzung um dessen politische Wirkung sowie seinem Selbstmord nach zahlreichen persönlichen Rückschlägen und der Niederlage im Spanischen Bürgerkrieg. Er brachte sich um, weil er keinen politischen Ausweg sah. „Seine ganze Arbeit sei eine Anklage gewesen gegen die Entmachtung des Einzelnen, (…) er musste sich zermahlen lassen, und war in seiner Schutzlosigkeit doch ehrlicher als die anderen, die sich hinter Beherrschtheit verschanzen.“ |
|                         | Carl von Ossietzky 1889–1938 Schriftsteller und Journalist   | Literatur / Person Carl von Ossietzky war Herausgeber der Zeitschrift Die Weltbühne, wurde 1933 verhaftet, interniert und schwer misshandelt. Er erhielt für das Jahr 1935 den Friedensnobelpreis, dessen persönliche Entgegennahme ihm jedoch von der nationalsozialistischen Regierung untersagt wurde. Er starb 1938 an den Folgen der Haft. AedW II, S. 131 ff. | besprochen oder erwähnt: Bericht von Rosalinde von Ossietzky-Palm, der Tochter von Carl von Ossietzky, die als Protagonistin im Roman aufgenommen ist, über die Verfolgung und den Tod ihres Vaters. |
|                         | Bertolt Brecht 1898–1956, Schriftsteller                     | Literatur / Person AedW II, S. 142ff., 239ff., 310ff. unter anderem | besprochen oder erwähnt: Ausführliche Auseinandersetzung um die Person und den Künstler Bertolt Brecht im Schwedischen Exil. |
|                         | Helene Weigel 1900–1971 Schauspielerin                       | Darstellende Kunst / Person AedW II, S. 152 | besprochen oder erwähnt: Dargestellt in einer Szene im Garten des Hauses in Lindigö, wo die „Brechtsche Großfamilie“ bis Ende 1939 im Exil lebte. |
|                         | Margarete Steffin 1908–1941 Schriftstellerin, Schauspielerin | Literatur / Person AedW II, S. 152 | besprochen oder erwähnt: Dargestellt in einer Szene im Garten des Hauses in Lindigö, wo die „Brechtsche Großfamilie“ bis Ende 1939 im Exil lebte. |
|                         | Ruth Berlau 1906–1974 Schauspielerin                         | Darstellende Kunst / Person AedW II, S. 152 | besprochen oder erwähnt: Dargestellt in einer Szene im Garten des Hauses in Lindigö, wo die „Brechtsche Großfamilie“ bis Ende 1939 im Exil lebte. |
|                         | Diego Velazquez 1599–1660 Maler                              | Bildende Kunst / Person AedW II, S. 155 | besprochen oder erwähnt: aufgeführt als Hofmaler, dessen Bilder im Pardo-Palast ausgestellt waren |
|                         | Carl Fredrik Hill 1849–1911 Maler                            | Bildende Kunst / Person AedW II, S. 281 | beispielhaft aufgezählt: aufgeführt als Beispiel eines schwedischen Künstlers, der von seiner Zeit verkannt, in den Wahnsinn getrieben wurde: „diese Stadt, in der dir die Vernunft abgwürgt werden soll von den Spießbürgern, in der du untergehen sollst zwischen den Lauen, den Trägen.“ |
|                         | Ernst Josephson 1851–1906 Maler                              | Bildende Kunst / Person AedW II, S. 281 | beispielhaft aufgezählt: aufgeführt als Beispiel eines schwedischen Künstlers, der von seiner Zeit verkannt, in den Wahnsinn getrieben wurde: „diese Stadt, in der dir die Vernunft abgwürgt werden soll von den Spießbürgern, in der du untergehen sollst zwischen den Lauen, den Trägen.“ |
|                         | August Strindberg 1849–1912 Schriftsteller                   | Literatur / Person AedW II, S. 281 | beispielhaft aufgezählt: aufgeführt als Beispiel eines schwedischen Künstlers, der von seiner Zeit verkannt, in den Wahnsinn getrieben wurde: „diese Stadt, in der dir die Vernunft abgwürgt werden soll von den Spießbürgern, in der du untergehen sollst zwischen den Lauen, den Trägen.“ |
|                         | Alexander Girardi 1850–1918, Schauspieler                    | Darstellende Kunst / Person Girardi feierte am Ende des 19. Jahrhunderts und um die Jahrhundertwende weit über 20 Jahre große Erfolge als Gesangskomiker im Theater an der Wien. Eine seiner berühmten Rollen war der Torelli in dem Stück Künstlerblut von Edmund Eysler. AedW II, S. 314 | besprochen oder erwähnt: aufgeführt während der umfangreichen Aufzählung der Brecht’schen Bibliothek als Äußerung Brechts, der sich von einem Buch über Girardis Leben nicht trennen konnte: „Sein Torelli, im Singspiel Künstlerblut, (…) müsse Kafkas Vorbild gewesen sein, bei der Charakterisierung des Malers Titorelli, im Prozess.“ |
|                         | Karin Boye 1900–1941 Schriftstellerin                        | Literatur Boyes Lyrik spiegelt alle geistigen Strömungen der Moderne wider. Ihr Hauptwerk, der Roman Kallocain ist stark von Jonathan Swift beeinflusst und thematisiert einen sehr düsteren Blick in die Zukunft. Am 24. April 1941 beging Karin Boye in einem Wald bei Alingsås Selbstmord durch Vergiftung. AedW III, S. 22–36 | besprochen oder erwähnt: Die Schriftstellerin ist Protagonistin im dritten Teil des Romans und nimmt Einfluss auf die Entwicklung des Ich-Erzählers als Schriftsteller in einem Brecht konträr gegenübergestellten Spannungsfeld. Dargestellt werden auch ihre letzten Monate in Alingsås und ihr Selbstmord. |
|                         | Elisabeth Schumacher 1904–1942 Grafikerin                    | Bildende Kunst / Person Elisabeth Schumacher war Widerstandskämpferin im Kreis der Roten Kapelle. Sie wurde am 22. Dezember 1942 im Strafgefängnis Berlin-Plötzensee hingerichtet. AedW III, S. 87 u. a. | besprochen oder erwähnt: Elisabeth Schumacher wird im Roman mehrfach mit ihrer Geschichte im Widerstand benannt, ihr künstlerisches Werk wird nicht aufgeführt. |
|                         | Oda Schottmüller 1905–1943 Tänzerin und Bildhauerin          | Darstellende Kunst / Person Oda Schottmüller war ein aktives Mitglied der Roten Kapelle und wurde am 5. August 1943 zusammen mit Liane Berkowitz, Cato Bontjes van Beek, Eva-Maria Buch, Hilde Coppi, Ursula Goetze, Emil Hübner, Adam Kuckhoff, Ingeborg Kummerow, Klara Schabbel, Rose Schlösinger, Maria Terwiel, Frida Wesolek und Stanislaus Wesolek im Strafgefängnis Berlin-Plötzensee hingerichtet. AedW III, S. 179, 232f., u. a. | besprochen oder erwähnt: Mehrfache Erwähnung im Roman. Eindringlich ist die Darstellung in einer, wie ein Totentanz choreografisch beschriebenen, Szene der Hinrichtung der Mitglieder der Roten Kapelle am 5. August 1943 und weiterer Ermordungen von Widerstandskämpfern gegen den Nationalsozialismus. |
|                         | Kurt Schumacher 1905–1942 Bildhauer                          | Bildende Kunst / Person Kurt Schumacher war Widerstandskämpfer im Kreis der Roten Kapelle. Er wurde am 22. Dezember 1942 im Strafgefängnis Berlin-Plötzensee hingerichtet. AedW III, S. 184, 214 u. a. | besprochen oder erwähnt: Mehrfache Erwähnung, insbesondere seines Abschiedsbriefs, in dem er sich selbst tröstete, „der Bildhauer sich sah neben Riemenschneider, Veit Stoß und Jörg Ratgeb, die alle mit ihrer Kunst hineingezogen worden waren in die Volkskriege.“ |
|                         | Tilman Riemenschneider 1460–1531 Bildhauer                   | Bildende Kunst / Person Riemenschneider gilt als einer der bedeutendsten Bildschnitzer und Bildhauer am Übergang von der Spätgotik zur Renaissance. AedW III, S. 214 | besprochen oder erwähnt: Der von Kurt Schumacher in seinem Abschiedsbrief erwähnte Bildhauer wurde nach seiner Beteiligung an den Bauernkriegen verhaftet und gefoltert. |
|                         | Jerg Ratgeb 1480–1526 Bildhauer                              | Bildende Kunst / Person Ratgeb verlor wegen der Heirat mit einer Leibeigenen seine Rechte als Bürger der Stadt Heilbronn und siedelte nach Stuttgart um. Als Mitglied des Rates verhandelte er 1525 mit den aufständischen Bauern, von diesen wurde er als Kriegsrat und Kanzler gewählt. Nach der Niederschlagung der Aufständischen wurde er des Hochverrats angeklagt und 1526 in Pforzheim hingerichtet. AedW III, S. 214 | besprochen oder erwähnt: Kurt Schumacher bezieht in seinem Abschiedsbrief den Bildhauer ein. |
|                         | Veit Stoß 1447–1533 Bildhauer                                | Bildende Kunst / Person Veit Stoß gilt als einer der bedeutenden Bildhauer und Bildschnitzer der Spätgotik. AedW III, S. 214 | besprochen oder erwähnt: Der von Kurt Schumacher in seinem Abschiedsbrief erwähnte Bildhauer wurde nach einer Anklage wegen Urkundenfälschung auf beiden Wangen mit glühendem Eisen gebrandmarkt. |
|                         | Hilde Rubinstein 1904–1997 Malerin und Dichterin             | Bildende Kunst / Person Hilde Rubinstein wurde 1933 als Mitglied der KPD inhaftiert, konnte 1934 über Belgien und die Niederlande emigrieren und gelangte 1935 nach Schweden. 1936 und 1937 lebte sie in der Sowjetunion, doch drohte ihr wegen trotzkistischer Tätigkeit die Auslieferung an das deutsche Reich. Sie flüchtete über Polen und Lettland wieder nach Schweden. Mit verschiedenen Aushilfsarbeiten sicherte sie ihren Unterhalt, später arbeitete sie als Malerin und Schriftstellerin. Nach dem Krieg blieb sie in Göteborg. AedW III, S. 152, 252 | besprochen oder erwähnt: Erwähnung neben vielen weiteren aufgezählten Künstlern, die Irrfahrten hinter sich hatten und im schwedischen Exil nach Möglichkeiten für ihre künstlerische Arbeit suchten. |

### Möglichkeiten der Sortierung
Die hier aufgeführten Künstler sind weitgehend in der Reihenfolge ihres Auftretens im Buch angeordnet. Mit Anklicken des Pfeils in den Tabellenüberschriften kann die Liste folgendermaßen anders sortiert werden:
- Über die Spalte Abbildung / Chronologie lassen sich die aufgeführten Künstler in der Reihenfolge ihrer Geburtsjahre sortieren.
- Die Namen der Künstler lassen sich in alphabetischer Reihenfolge anzeigen.
- Über die Spalte Werk / Einordnung lassen sich die Künstler nach ihrem Arbeitsgebiet sortieren:

1. Bildende Kunst
2. Darstellende Kunst
3. Literatur
4. Musik

Die in dieser Spalte aufgeführten Seitenangaben unter der Abkürzung AEdW I bis III beziehen sich auf die Taschenbuchausgabe, die nach Bänden paginiert ist.
- Mit der Spalte Im Roman können die Eintragungen nach ihrer Bedeutung innerhalb des Romans sortiert werden:

1. ausführlich besprochen
2. besprochen oder erwähnt
3. beispielhaft aufgezählt
4. inhaltlich einbezogen (in diesem Fall ist das Werk nicht ausdrücklich benannt, sondern ergibt sich aus dem Kontext)